# Theodor Heckel

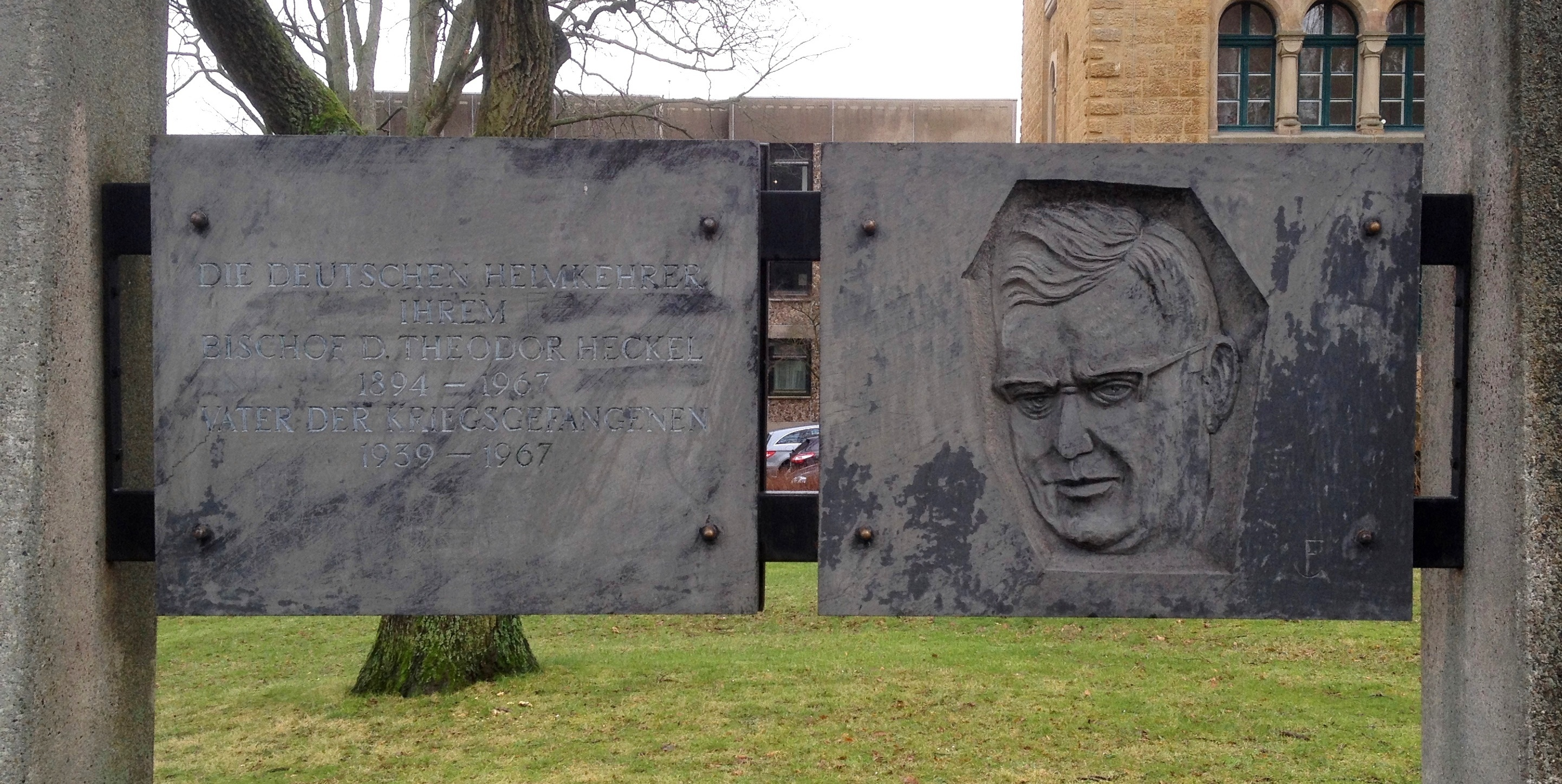
Gedenktafel am Glockenturm der Heimkehrer-Gedenkstätte in Goslar; Inschrift: Die deutschen Heimkehrer ihrem Bischof D. Theodor Heckel 1894–1967 Vater der Kriegsgefangenen 1939–1967

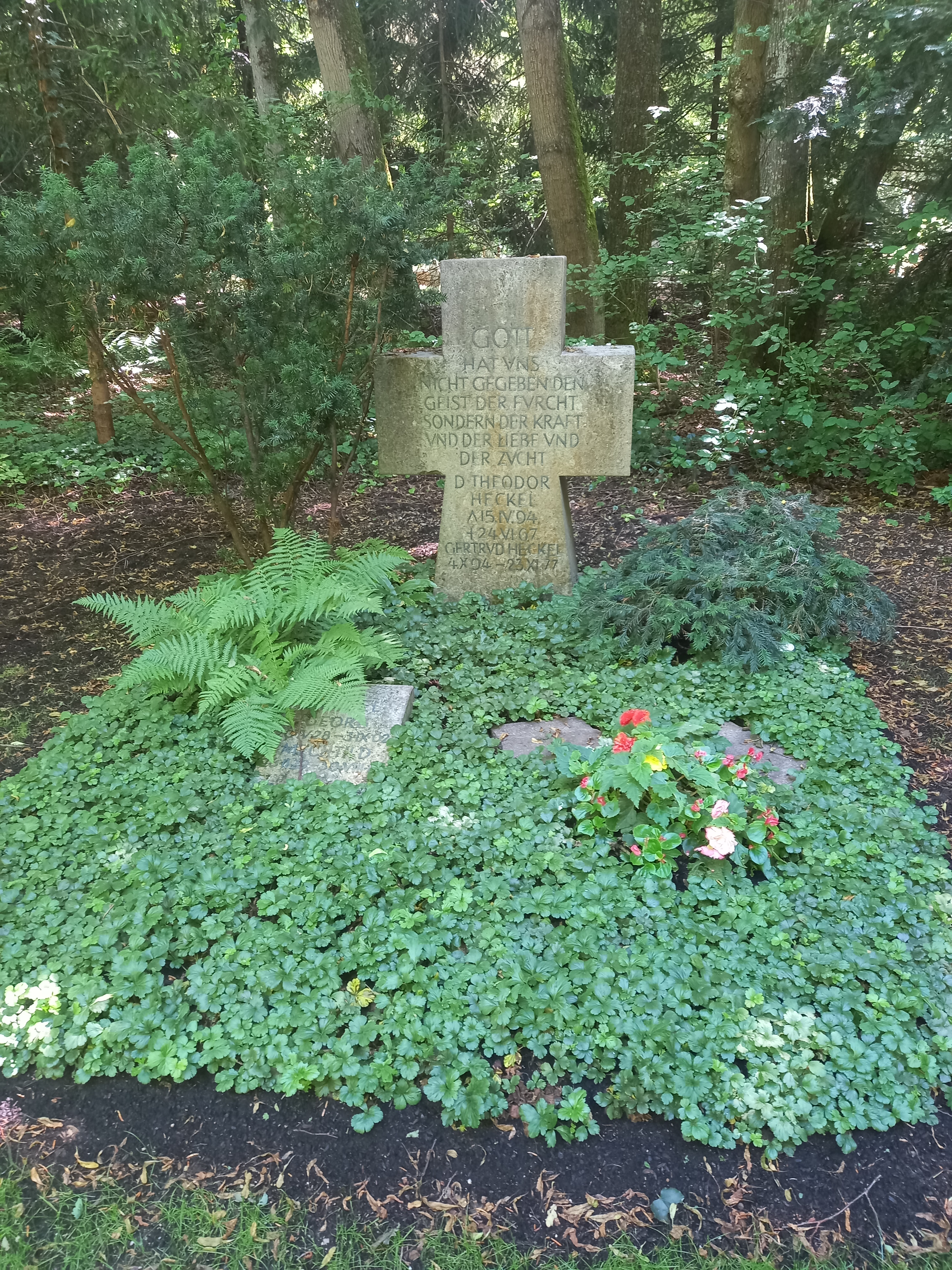
Das Grab von Theodor Heckel und seiner Ehefrau Gertrud geborene Binder im Familiengrab auf dem Waldfriedhof München

Theodor Heckel (* 15. April 1894 in Kammerstein; † 24. Juni 1967 in München) war ein deutscher evangelisch-lutherischer Theologe und Bischof.

## Ausbildung und Lehrtätigkeit
Theodor Heckel war der Sohn des Pfarrers Karl Heckel und Bruder von Johannes Heckel. Da der Vater von 1898 bis 1911 evangelischer Pfarrer in Schopfloch (Mittelfranken) war, wuchs Theodor Heckel in dieser Landgemeinde auf.
Nach der Schulzeit am Progymnasium Dinkelsbühl und dem humanistischen Gymnasium Ansbach studierte er zwischen 1913 und 1914 Theologie in Erlangen, hier trat er im Wintersemester 1913/14 der christlichen Studentenverbindung Uttenruthia im Schwarzburgbund bei, unterbrach das Studium jedoch mit Kriegsausbruch und war 1915–1918 Kriegsteilnehmer als Freiwilliger. Anschließend beteiligte er sich in Süddeutschland an Kämpfen des Freikorps Epp.
Nach dem Krieg nahm er 1918–1920 das Theologiestudium in Erlangen wieder auf und setzte seine Studien 1920–1922 am Predigerseminar in München fort.
Von 1922 bis 1925 war er Reiseprediger München-Süd mit Sitz in Solln und von 1925 bis 1928 hauptamtlicher Religionslehrer und Studienrat an der evangelischen Lehrerinnenbildungsanstalt Erlangen. Ab 1928 war er Oberkonsistorialrat und wurde an das Deutsche Evangelische Kirchenbundesamt in Berlin berufen (hier u. a. Sachbearbeiter für Auslandsgemeinden).
Im Jahr 1928 promovierte er über Richard Rothe.

## Auslandsbischof und Nationalsozialismus
Heckel war von 1928 bis 1945 Leiter des für die Ökumene zuständigen Kirchlichen Außenamtes der Deutschen Evangelischen Kirche (DEK), in dem seit 1935 Eugen Gerstenmaier sein Assistent war. 1934 erhielt Heckel den Bischofstitel. 
Nach der Machtergreifung durch die Nationalsozialisten 1933 war Heckel ein Befürworter des Arierparagraphen im antisemitischen Gesetz zur Wiederherstellung des Berufsbeamtentums. Heckel war weder NSDAP-Mitglied noch Deutscher Christ, aber er verschloss sich auch der Bekennenden Kirche. Heckel behinderte die Arbeit der Bekennenden Kirche, weil sie seiner Ansicht nach der verfassten Kirche schade. Heckel wollte die Kirche bekenntnistreu unabhängig von Deutschen Christen halten, ohne dies bewerkstelligen zu können. Während Dietrich Bonhoeffer von 1933 bis 1935 in London Auslandspfarrer war, war Heckel sein dienstvorgesetzter Bischof. Nach dessen Rückkehr denunzierte er ihn 1936 als „Staatsfeind“.
Im Jahre 1939 war Heckel Gründer und seitdem Leiter des Freien Evangelischen Hilfswerks für die Internierten und Kriegsgefangenen. In dieser Eigenschaft und als Beauftragter des Rats der Deutschen Evangelischen Kirche in Deutschland war er auch nach 1945 für Kriegsgefangenenfragen zuständig und behielt die Amtsbezeichnung Bischof.

## Arbeit im Nachkriegsdeutschland
Mit dem Ende des Krieges wurde Heckel zusammen mit dem hannoveranischen Landesbischof August Marahrens kirchenintern des Amtes enthoben. Heckel setzte nun die Kriegsgefangenenarbeit fort und begann, die Versorgung der deutschen Kriegsgefangenen in der Sowjetunion zu organisieren. Von 1950 bis 1964 war er Dekan des Dekanats München.
Ab 1950 war er Mitglied, 1962 Vizepräsident der Landessynode der Evangelischen Kirche in Bayern. Von 1961 bis 1967 war er Mitglied des Bayerischen Senats.
Heckel steht heute exemplarisch für die Kontinuität und Diskontinuität im lutherischen Protestantismus zwischen dem Ersten Weltkrieg und der Bundesrepublik und die Problematik der Entnazifizierung und der Übernahme von Alt-Nationalsozialisten in den Kirchendienst der neuen Republik. Das Polarisierungsvermögen Heckels reicht hier bis in die Gegenwart. Obwohl ein Theodor-Heckel-Bildungswerk bereits seit Jahrzehnten in München bestand, brachte erst 2000 die Aufstellung einer Heckel-Büste erneut Kontroversen hervor.

## Ehrungen
- 1953: Großes Verdienstkreuz der Bundesrepublik Deutschland
- 1959: Bayerischer Verdienstorden

Im Ort seiner Kindheit, in Schopfloch (Mittelfranken), existiert eine Theodor-Heckel-Straße.

## Werke (Auswahl)
- Diss. und Habil.: Exegese und Metaphysik bei Richard Rothe, München 1928 (Forschungen zur Geschichte und Lehre des Protestantismus, Bd. I/3)
- Zur Methodik des evangelischen Religionsunterrichts, München 1928
- Adolf von Harleß. Theologie und Kirchenpolitik eines lutherischen Bischofs, München 1933
- Ernst Moritz Arndt. Ein Mannesleben für Glaube und Volkstum, Berlin 1939
- Luthers Kleiner Katechismus und die Wirklichkeit, Helsinki 1941
- Wahrheit im Johannesevangelium und bei Luther. Betrachtungen und Texte, Helsinki 1943
- Johann Georg Hamann. Briefe zur Einführung in Leben und Theologie, Göttingen 1947
- als Hrsg.: Martin Luther: Vierzehn Tröstungen für Mühselige und Beladene, Gütersloh 1948
- Protestantismus heute und morgen. Vortrag, Göttingen o. J. [1948]
- Kirche jenseits der Grenzen. Aus der deutschen evangelischen Auslandsdiaspora, Göttingen 1949
- als Hrsg.: Probleme des modernen Sozialstaates in christlicher Sicht, München 1955
- Kirche, Wahrheit, Recht, München 1961
- als Hrsg.: Eigentum und Eigentumsverteilung als theologisches, rechtsphilosophisches und ökonomisches Problem, München 1962